# Ozarba punctigera
Ozarba punctigera är en fjärilsart som beskrevs av Walker 1865. Ozarba punctigera ingår i släktet Ozarba och familjen nattflyn. Inga underarter finns listade i Catalogue of Life.